# Siebel Flugzeugwerke
Siebel Flugzeugwerke – niemiecka wytwórnia lotnicza działająca w latach 1937-1968.

## Historia
Siebel Flugzeugwerke powstałą w grudniu 1937 po przejęciu przez Friedricha Siebela fabryki w Halle, będącej filią założonego przez Hannsa Klemma w 1934 roku przedsiębiorstwa Leichtflugzeugbau Klemm. Początkowo w zakładach w Halle wytwarzano głównie samoloty pasażerskie i cywilne własnego projektu. W trakcie II wojny światowej 50% pracowników stanowili robotnicy zagraniczni i jeńcy wojenni, a od sierpnia 1944 do kwietnia 1945 także około 633 więźniów obozu koncentracyjnego w Buchenwaldzie. W 1944 zakłady były kilkukrotnie bombardowane przez Amerykanów. Po wojnie zakłady znalazły się w sowieckiej strefie okupacyjnej, a w 1946 fabrykę zlikwidowano. W 1948 Friedrich Siebel reaktywował swoje przedsiębiorstwo w Monachium pod nazwą Siebel Flugzeugwerke ATG (SIAT). W 1968 roku firma została wchłonięta przez Messerschmitt-Bölkow-Blohm.

## Konstrukcje Siebel
- Siebel Fh 104
- Siebel Si 201
- Siebel Si 202
- Siebel Si 204
- DFS 346